# ريك ستوري
ريك ستوري (بالإنجليزية: Rick Story) هو فنان قتال مختلط أمريكي، ولد في 28 أغسطس 1984 في تاكوما في الولايات المتحدة.

## وصلات خارجية
- ريك ستوري على موقع يو إف سي (الإنجليزية)
- ريك ستوري على موقع شيردوغ (الإنجليزية)
- ريك ستوري على موقع Tapology.com (الإنجليزية)
- ريك ستوري على موقع IMDb (الإنجليزية)